# Ма факут мума фрумоасе
Ма факут мума фрумоасе је влашка лирска песма са Хомоља. Музичарка Биља Крстић и оркестар Бистрик су песму уврстили на свој албум-првенац „Бистрик“ (2001), под редним бројем 1. Назив песме се преводи као „Родила ме мајка лепу“. Према садржају, ова песма спада у клетве са значењем и функцијом покуде – девојка проклиње сопствену лепоту кудећи заштитничко понашање мајке.

### Текст песме у приближној фонетској транскрипцији[1]
Ма факут мума фрумоасе

Јула, јулај, ла

Ма факут мума фрумоасе

Јула, јулај, јулај, ла ла, јула јулај ла

Ш ман циње ен ксе ен касе

Јула, јулај, ла

Ку ферланга ла ферјасте

Јула, јула, јулај, ла ла, јула јулај ла

Њиш ла апа ну м ласи

Јула, јулај, ла

Њиш ла апа ну м ласи

Јула, јулај, јулај, ла ла, јула јулај ла

Њиш ла лањем бататур

Јула, јулај, ла

Ке се ћјаме к ман фур

Јула, јулај, јулај, ла ла, јула јулај ла

Сиреи најкла пакнсла си

Јула, јулај, ла

Сиреи најкла пакнсла си

Јула, јулај, јулај, ла ла, јула јулај ла

Ма факуш а ша фрумоасе

Јула, јулај, ла

Ш ма цињ ен кисн касе

Јула, јулај, јулај, ла ла, јула јулај ла

### Текст песме на изворном влашком дијалекту
-{Ma fakut muma frumuasă 

Ĭula, ĭulaĭ, la

Ma fakut muma frumuasă

Ĭula, ĭulaĭ, ĭulaĭ, la la, ĭula ĭulaĭ la

Şî ma ţîńe înkîsă-n kasă

Ĭula, ĭulaĭ, la

Ku feruanka la ferĭastă

Ĭula, ĭula, ĭulaĭ, la la, ĭula ĭulaĭ la

Ńiś la apă nu ma lasă

Ĭula, ĭula, la

Ńiś la ļamńe-n bîtatură

Ĭula, ĭula, la

Kî sa ćĭame kî ma fură

Ĭula, ĭula, la

Firĭaĭ, muĭkă, pîkatuasă

Ĭula, ĭula, la

Maĭ fakut aşa frumuasă

Ĭula, ĭula, la

Şî ma ţîń înkisă-n kasă

Ĭula, ĭula, la}-